# دارفور (فیلم)
«دارفور» (انگلیسی: Darfur (film)) فیلمی در ژانر جنگی و درام به کارگردانی اووه بول است که در سال ۲۰۰۹ منتشر شد. از بازیگران آن می‌توان از ادوارد فرلانگ، بیلی زین، و کریستانا لوکن نام برد.